# Nulroepiebiljet
Het nulroepiebiljet is geïntroduceerd als hulpmiddel om corruptie in India tegen te gaan. De biljetten worden daar sinds 2007 uitgedeeld door de organisatie 5th Pillar.
Het geeft mensen de mogelijkheid om op het moment dat hen, bijvoorbeeld door een ambtenaar, om smeergeld wordt gevraagd, dit te beantwoorden door een biljet van nul roepie te geven. Het is een geweldloos protest waarmee de ontvanger hopelijk sterk in verlegenheid wordt gebracht.
Het biljet lijkt sterk op het biljet van 50 roepies. De biljetten zijn wel groter en van dikker papier gemaakt zodat ze moeilijker te vouwen zijn. Dit heeft een symbolische reden aangezien smeergeld vaak heel klein wordt opgevouwen voordat ermee betaald wordt. Daarnaast is het duidelijker te zien voor omstanders als zo'n biljet wordt gegeven.
In Mexico en Nepal loopt een soortgelijk initiatief.